# Elena Lagadinova
Elena Lagadinova (în bulgară Елена Атанасова Лагадинова; n. 9 mai 1930, Razlog, Blagoevgrad, Bulgaria – d. 5 noiembrie 2017, Sofia, Bulgaria) a fost o agronomă bulgară, ingineră geneticiană și politiciană. 
În timpul celui de-al Doilea Război Mondial, Lagadinova a contribuit la rezistența bulgară împotriva ocupației naziste, câștigând porecla „Амазонка” sau „Amazoana”. Ea a fost cea mai tânără femeie luptătoare din Bulgaria, începând să contribuie la provocările războiului de la vârsta de 11 ani și să lupte activ la vârsta de 14 ani.
În urma victoriei aliaților din 1945, a urmat un doctorat în domeniul agrobiologiei, înainte de a ocupa postul de cercetătoare la Academia de Științe Bulgară. Acolo, ea a dezvoltat o nouă tulpină de grâu, Triticale, care a contribuit la creșterea productivității fermelor colective. Pentru această descoperire, ea a primit premiul Ordinul Chiril și Metodie de către guvernul bulgar. 
În 1968, Lagadinova a acceptat funcția de Secretar al Patriei și președinte al Comitetului Mișcării Femeilor din Bulgaria. Sub aceste funcții, ea a jucat un rol semnificativ în crearea și aplicarea legislației în favoarea femeilor la locul de muncă, inclusiv a legilor privind concediul de maternitate. Ea a fost, de asemenea, o figură notabilă în politica globală, colaborând cu alți activiști internaționali pentru a crea o coaliție de organizații naționale pentru femei și a devenit membru al Institutului ONU pentru Inițierea Femeilor în 1985.
A murit pe 29 octombrie 2017, într-o unitate de pensionari din Sofia, Bulgaria . 

## Tinerețe

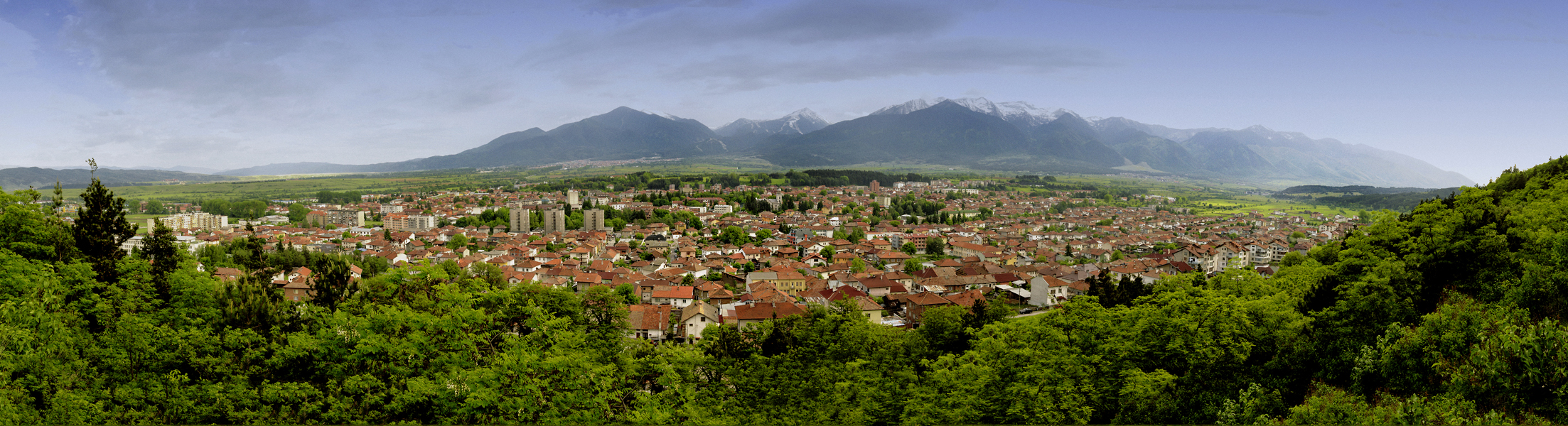
Razlog, Bulgaria, unde s-a născut Elena Lagadinova. Munții Pirin, unde s-a refugiat în 1944, sunt vizibili în depărtare.

Lagadinova s-a născut în orașul montan Razlog, Bulgaria în 1930. Ea s-a nascut într-un mediu familial cu venituri mici și și-a pierdut mama la vârsta de patru ani. Ea și cei doi frați ai ei au fost crescuți de tată. În copilărie, a fost înconjurată de discuții despre revoluție și angajament politic, tatăl lui Lagadinova fiind un susținător timpuriu al Partidului Comunist Bulgar. În plus, fratele ei cel mai în vârstă, cu vârsta de optsprezece ani, a fugit în Uniunea Sovietică pentru a-și desfășura activitatea în cadrul Comuniternului. Lagadinova a experimentat al Doilea Război Mondial prin familia ei. Întreaga familie, sub o formă sau alta, s-a luptat împotriva fascismului în orașul ei natal, Razlog. Ea a ascuns identitățile membrilor familiei sale, și anume frații ei și acțiunile tatălui ei, acestea fiind contribuțiile ei la începutul războiului. Mai mult, ea a ajutat la alimentarea satelor din apropiere cu resursele necesare în timpul războiului. La paisprezece ani, Lagadinova s-a angajat să devină un luptător al libertății cu tatăl și frații ei, făcând-o una dintre cei mai tineri partizani să lupte în zona ei în acel moment.

## Al Doilea Război Mondial
Bulgaria a fost aliată cu naziștii în timpul celui de-al Doilea Război Mondial. În 1941, Bulgaria a adoptat  „Legea pentru protecția națiunii”, care a eliminat drepturile civile ale evreilor bulgari. În 1941, Bulgaria a sprijinit și germanii în invazia Balcanilor, a ocupat cea mai mare parte a Iugoslaviei de Est și a deportat până la 20.000 de evrei din teritoriile lor ocupate. Întreaga familie a Elenei Lagadinova și mulți din rezistență care au luptat împotriva naziștilor în acel timp erau comuniști. În 1944, monarhia bulgară a trimis jandarmeria pentru a elimina amenințarea partizană și aceștia au venit cu grenade și la casa ei părintească din Razlog. A reușit să fugă în Munții Pirin.
După ce a scăpat și a fugit în munți, Lagadinova a început să lupte în vara anului 1944 devenind cea mai tânără luptătoare partizană feminină în Bulgaria în timpul celui de-al Doilea Război Mondial. A început să participe la război la vârsta de unsprezece ani, iar la paisprezece ani se lupta, împreună cu frații săi în al Doilea Război Mondial, împotriva naziștilor aliați monarhiei bulgare. Lagadinova a fost, de asemenea, un iatak, ajutător al celorlalți partizani, care transmitea mesaje celorlalți membri ai familiei în timpul războiului. Activitatea lui Lagadinova era mai periculoasă, pentru că, în calitate de iatak, a trebuit să rămână în oraș și avea șanse mai mari să fie prinsă și ucisă. În timp ce Lagadinova a supraviețuit, fratele ei Assen a fost capturat și decapitat de jandarmerie în timpul războiului.
Porecla ei în timpul războiului a fost „The Amazon” (Amazonul). De-a lungul războiului au apărut postere și slogane de propagandă legate de ea. Și-a câștigat porecla prin curajul și tenacitatea sa de a lupta. De la Sofia la Moscova, diferite reviste pentru copii i-au lăudat curajul și puterea prin sloganul dedicat băieților și fetelor „să fie curajoși ca Amazoana”.
După victoria aliaților în 1945, Lagadinova a fost trimisă în Uniunea Sovietică pentru a-și finaliza studiile. A studiat la Academia de la Timiryazev din Moscova (denumită în mod oficial Institutul Agricol din Moscova) fiind considerată a fi „cel mai vechi institut de renume internațional din Rusia”. Acolo a obținut diploma de doctorat în biologie. 

## Contribuții la genetica plantelor
După terminarea războiului, Lagadinova a urmat un doctorat în domeniul agrobiologiei la Academia de la Timiryazev din Moscova și a efectuat cercetări suplimentare în Anglia și Suedia. S-a întors la Sofia pentru a fi cercetător științific și genetician agricol la Academia de Științe din Bulgaria. A lucrat ca om de știință timp de treisprezece ani; cercetarea sa a ajutat la dezvoltarea unei noi componente hibride de grâu,Triticale, care a contribuit la creșterea productivității fermelor colective. În 1959, guvernul bulgar i-a acordat Ordinul Chiril și Metodie pentru a-i recunoaște realizările în domeniul geneticii plantelor.

## Cariera politică
Partidul cadrelor însărcinate cu supravegherea lui Lagadinova a încercat să influențeze politic programul de cercetare al Academiei de Științe din Bulgaria, acțiune care a determinat-o pe Lagadinova să scrie o scrisoare premierului sovietic Leonid Brejnev. În scrisoarea sa, ea a exprimat îngrijorarea cu privire la lipsa de expertiză tehnică a cadrelor de partid care interferează cu eforturile ei de cercetare și a făcut recomandări pentru Uniunea Sovietică. Scrisoarea ei a fost interceptată de Todor Zhivkov, secretarul general al Partidului Comunist Bulgar. În 1968, Zhivkov a forțat-o pe Lagadinova să accepte o poziție de Secretar al Patriei și președinte al Comitetului Mișcării Femeilor din Bulgaria.
Biroul Politburo bulgar a dorit să promoveze educația pentru a asigura încorporarea femeilor pe piața formală a muncii.  Țara a adoptat legi care au sprijinit formarea femeilor în multe domenii dominate anterior de bărbați, cum ar fi ingineria și reducerea dependenței femeilor de bărbați, prin legalizarea serviciilor de avort și prin relaxarea condițiilor legilor privind divorțul. Până în 1965, Bulgaria și-a propus să aibă cele mai multe femei în forța de muncă din lume. Aceste politici au condus la o scădere a ratei natalității, ceea ce a generat preocupări pentru oferta de muncă viitoare a statului. Statul a crezut că fondul lui Lagadinova în domeniul științei ar ajuta statul să elaboreze o soluție pentru populația în declin. Numeroși oficiali ai guvernului au început să ia în considerare excluderea avortului, cum era în țara învecinată România, pentru a spori rata natalității.
Pentru a genera date, Lagadinova a direcționat Comitetul Mișcării pentru Femei din Bulgaria (CMFB) să colaboreze cu Agenția Centrală de Statistică și cu consiliul de redacție al Woman Today, cea mai difuzată revistă de femei din Bulgaria. În 1969, CMFB a primit peste 16.000 de răspunsuri de la femei care lucrau. Concluziile lor au indicat că majoritatea femeilor bulgare și-au dorit să aibă mai mulți copii, dar s-au simțit suprasolicitate și incapabile să-și echilibreze atât sarcinile de muncă cât și sarcinile maternale. Sondajul a arătat, de asemenea, că 12% dintre copiii bulgari cu vârsta sub șapte ani au rămas fără supraveghere în timpul zilei de muncă. CMFB a recomandat statului să ofere femeilor concedii de maternitate plătite și să extindă disponibilitatea grădinițelor și creșelor. 
De asemenea, CMFB a jucat un rol important în aplicarea legislației care aduce beneficii femeilor la locul de muncă, cum ar fi limitarea orelor de muncă pentru mame și soluționarea lipsei de îmbrăcăminte de calitate pentru femei. Până în 1975, femeilor bulgare li s-a promis un concediu de maternitate de 120 de zile, cu șase luni suplimentare de concediu plătit la salariul minim național. Femeilor li s-a garantat concediu neplătit timp de trei ani urmat de a li se aloca un loc pentru copii într-o grădiniță. Angajatorii erau obligați legal să dețină un post de femeie în absența unei mame.

## Contribuție pentru internaționalism și pentru drepturile femeilor
Lagadinova a contribuit la dreptul femeilor prin îmbunătățirea vieții familiilor din zona de est și de vest. În timpul președinției Comitetului Mișcării pentru Femei din Bulgaria (CMFB), ea a colaborat cu Federația Democrată Internațională a Femeilor (FDIF), care a urmărit să grupeze femeile atât din estul, cât și din vestul zonei Războiului Rece pentru a opri agresiunea. Elena a furnizat, de asemenea, un sprijin material și logic pentru noile comitete și mișcări de femei din Asia și Africa. 
La cea de-a treia Conferință Mondială a Femeile din 1985, la Nairobi, a fost aleasă raportoare generală. Din acel an și până în 1988, ea a devenit, de asemenea, membră a Institutului ONU pentru Inițierea Femeilor. În 1973, datorită persistenței și susținerii Elenei, guvernul bulgar a adoptat o lege care permite concediul de maternitate până la trei ani pentru fiecare copil, cu o garanție a unui loc de muncă asigurat și ani de maternitate contabilizați pentru pensionare. De asemenea, ea a presat guvernul să se angajeze să construiască mii de grădinițe noi.
Lagadinova a lucrat alături de alte organizații internaționale în cadrul Anului Internațional al Femeilor din 1975 al Organizației Națiunilor Unite, înființând coaliții internaționale de organizații feminine în anii ’70 -’80 pentru a pune presiune asupra guvernele să finanțeze concediile de maternitate. Datorită muncii sale, toate țările, cu excepția Papua Noua Guinee, Surinam, Liberia și Statele Unite, acum garantează legal o formă de concediu de maternitate plătit.

## Premii
În 1959, Lagadinova Lagadinova a fost distinsă de către Guvernul Bulgariei pentru Ordinul Chiril, pentru activitatea sa în genetica plantelor. În 1991, Lagadinova a primit prestigioasa „Medalia prezidențială pentru realizari excepționale” de către Universitatea Claremont din California.

## Moarte
În 1989, Lagadinova s-a retras din viața publică. La douăzeci și șapte de ani de la pensionare, Lagadinova a avut un interviu cu Kristen Ghodsee, în care a sfătuit căː „Trebuie să lupți pentru ceva în care crezi.” La 29 octombrie 2017, Lagadinova a murit în somn la Sofia, Bulgaria. 